# Еланский (Коленовское сельское поселение)
Ела́нский — посёлок в Новохопёрском районе Воронежской области России.
Входит в состав Коленовского сельского поселения.

## Население
| 2010 |
| ---- |
| 104  |

## Улицы
- ул. Вишневая
- ул. Дорожная
- ул. Кленовая